# Lewe Township
Lewe Township (Birmaans: လယ်ဝေးမြို့နယ်) is een van de acht townships van Naypyidaw Union Territory, Myanmar. 